# Familie verpflichtet
Familie verpflichtet (tj. Rodina zavazuje) je německý hraný film z roku 2015, který režíroval Hanno Olderdissen. Komedie pojednává o vztahu Žida a Araba, kteří musejí řešit odlišná očekávání svých rodin.

## Děj
David Silbermann vede v Hannoveru uměleckou galerii. Udržuje poměr s Arabem Khaledem, což Davidova matka Lea jako Židovka nese velmi nelibě. David a Khaled mají právě druhé výročí vztahu a tak David požádá Khaleda o ruku. Ovšem během jediného dne se odehraje několik událostí, které téměř rozvrátí jejich harmonický vztah. Khaledův otec vede restauraci v domě, který po smrti majitelů připadne židovské obci. Lea Silbermannová jako zástupkyně obce odmítne prodloužit nájemní smlouvu. Jde proto požádat Khaleda, aby přes Davida zvrátil její rozhodnutí. O pravém vztahu mezi muži však nic netuší, protože Khaled se doposud nevyoutoval ze strachu z otcovy reakce. David má v bance kvůli galerii úvěr, který nemůže splatit a jeho protežovaný malíř Nils Nürtinger odmítá malovat. Dále se u Davida znenadání objeví mladá malířka Sarah Finkelsteinová, se kterou se před rokem setkal v Berlíně na výstavě v Židovském muzeu. Sarah mu sdělí, že je s ním těhotná poté, co měli spolu pod vlivem drog nechráněný pohlavní styk. Sarah chce studovat umění v New Yorku. Proto chce dát dítě po porodu k adopci, k čemuž potřebuje Davidovo svolení. David okamžitě souhlasí, ale Davidova matka i Khaled jsou proti. Začíná kolo lží, vytáček a nedorozumění.

## Obsazení
| Omar El-Saeidi             | Khaled Aledrissi     |
| Maximilian von Pufendorf   | David Silbermann     |
| Maren Kroymann             | Lea Silbermannová    |
| Ramin Yazdani              | Faisal Aledrissi     |
| Franziska Brandmeier       | Sarah Finkelsteinová |
| Kristin Hunold             | Ajna Aledrissi       |
| Hendrik von Bültzingslöwen | Nils Nürtinger       |
| Nikola Kastner             | Petra                |
| Corny Littmann             | pan Maier            |
| Lilay Huser                | teta Alba            |
| Nicole Marischka           | paní Löfflerová      |
| Patrick Heyn               | Peer Oswald          |
| Michael Prelle             | rabín Šlomo Zach     |
| Hendrik Massute            | pan Gierlich         |
| Ulas Kilic                 | Korhani              |